# آخرین برگ
آخرین برگ (انگلیسی: The Last Leaf)داستانی کوتاه از او. هنری نویسندهٔ آمریکایی است که در سال ۱۹۰۷ منتشر شد.
بر اساس این داستان فیلم‌های متعددی در سال‌های ۱۹۱۷، ۱۹۵۲، ۱۹۸۳ و ۲۰۱۳ ساخته شده‌است. این داستان به فارسی هم ترجمه و منتشر شده‌است.
در دهه شصت این داستان در سری کارتون بهترین داستانهای دنیا (Manga Sekai Mukashi Banashi) با دوبله فارسی از تلویزیون ایران پخش شد.